# Kopong
Kopong – miasto w Botswanie, w dystrykcie Kweneng. W 2008 liczyło 8 012 mieszkańców.